# P2Y receptor
 receptori su familija purinskih receptora, G protein-spregnutih receptora koje stimulišu nukleotidi poput , , ,  i -glukoza. Do sada, 12 ljudskih P2Y receptora je bilo klonirano: 1, 2, 4, 5, 6, 8, 9 (ili GPR23), 10, 11, 12, 13 i 14.
 receptori su prisutni u skoro svim ljudskim tkivima. Oni ispoljavaju brojne biološke funkcije koje su bazirane na njihovim G-protein spregama.

## Sprege
Biološki efekti aktivacije P2Y receptora su zavisni od načina na koji su spregnuti u nizvodnim signalnim putevima, bili putem ,  ili  G proteini. Ljudski P2Y receptori imaju sledeće G protein sprege:
| Protein | Gen | Sprega | Nukleotid               |
|         |     |        |                         |
|         |     |        | ,                       |
|         |     | i      |                         |
| /       |     |        | Lizofosfatidna kiselina |
|         |     |        |                         |
|         |     |        | orfan receptor          |
| / /     |     |        | Lizofosfatidna kiselina |
|         |     |        | orfan receptor          |
|         |     | i      |                         |
|         |     |        |                         |
|         |     |        |                         |
|         |     |        | -glukoza                |

Brojevi P2Y receptora nisu konsekutivni zato što se za nekoliko receptora mislilo da su P2Y receptori kad su klonirani, dok oni to zapravo nisu.
 je avijarni homolog sisarskog  receptora.

## Klinički značaj
- je potencijalni cilj za lečenje cistične fibroze.[4]
- je regulator imunskih odgovora. Rasprostranjeni polimorfizam ovog gena, koji je prisutan kod skoro 20% ljudi Severno Evropskog porekla, doprinosi povećanom riziku miokardijalne infarkcije. Iz tog razloga je  interesantna proteinska meta za razvoj lekova za lečenje miokardijalne infarkcije.[5]
- Na  dejstvuje antitrombocitni lek klopidogrel[6] i drugi tienopiridini.

## Literatura
- Ivar von Kügelgen: Pharmacology of mammalian P2X- and P2Y-receptors, BIOTREND Reviews No. 03, September 2008,© 2008 BIOTREND Chemicals AG
- „P2Y Receptors”. IUPHAR Database of Receptors and Ion Channels. International Union of Basic and Clinical Pharmacology. Архивирано из оригинала 03. 03. 2016. г.

## Spoljašnje veze
- Purinergic+P2+receptors на 